# تپیک
۲۱°۳۰′۳۰″ شمالی ۱۰۴°۵۳′۳۵″ غربی / ۲۱٫۵۰۸۳۳°شمالی ۱۰۴٫۸۹۳۰۶°غربی

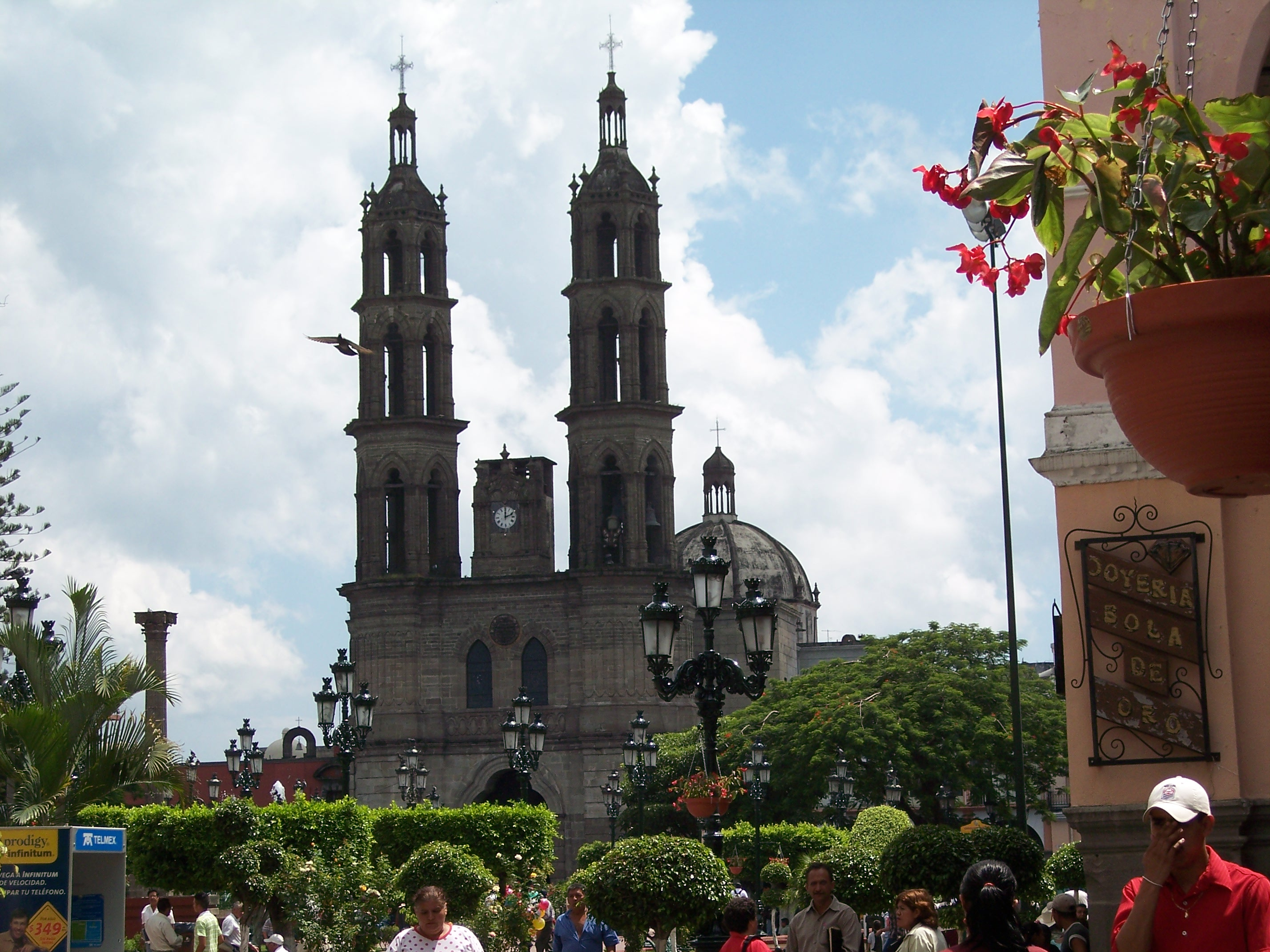
کلیسای جامع تپیک

تپیک (به اسپانیایی: Tepic) مرکز و بزرگترین شهر ایالت نایاریت در غرب مکزیک است. در سال ۱۵۴۲ بنیان‌گذاری شد.